# سد سيدي امحمد بن عودة
سد سيدي امحمد بن عودة، من أشهر سدود الجزائر، يبعد ثلاثة كيلومترات جنوب بلدية سيدي محمد بن عودة التي تحمل نفس الاسم في ولاية غليزان، ودشنه الرئيس الراحل هواري بومدين عام 1978 ويهدف إلى تخزين مياه واد مينا، أحد روافد وادي الشلف.

## وصف
تبلغ مساحة تجمعات المياه التي ينظمها سد SMBA 4 990 km2 ( 6 190 km2 لكامل بكادها و SMBA) تسمح بمتوسط مساهمة سنوية تتراوح بين 100 و 300 millions متر مكعب. تبلغ سعة الخزان 180 NGA 241 millions متر مكعب.
وتهدف إلى إمداد بلدات سيدي محمد بن عودة وبن داود وغليزان بمياه الشرب وري محيط الميناء.